# Padre e figlio (film 1994)
Padre e figlio è un film del 1994 diretto da Pasquale Pozzessere.

## Trama
Genova, un tempo madre della storia industriale e cantieristica italiana, all'inizio degli anni '90 è protagonista dei processi di deindustrializzazione che stanno colpendo tutta l'economia dopo la caduta del Muro di Berlino e della difficile integrazione coi nuovi immigrati dai paesi del Terzo mondo.
Corrado è un uomo di origine meridionale di cinquant'anni, comunista, emigrato in Liguria agli inizi degli anni '60, ex operaio dell'Ansaldo, fortemente impegnato nelle battaglie sindacali degli ultimi trent'anni. Con una visione ancora bipolare tra padroni e sfruttati, lavora come guardiano notturno in un deposito al porto e vive con la seconda moglie, Angela, dalla quale ha avuto una bambina, Anna.
Il figlio maggiore avuto da un'altra donna, il ventunenne Gabriele, di ritorno dal servizio di leva si ritrova senza alcuna prospettiva per il futuro. Ormai cinico, è in profonda crisi esistenziale e con una sensualità ingorda, un senso di inappartenenza e la riluttanza al lavoro in fabbrica, visto dal padre come la massima aspettativa sociale. L'impegno paterno nell'avviarlo al lavoro in una grossa fabbrica genovese tramite sue conoscenze e la sua cocente delusione di fronte alla superficialità con cui il figlio si fa licenziare in breve tempo, accresce tra i due un conflitto violento e apparentemente insanabile.
Gabriele si affida all'ebbrezza della sua motocicletta, alla vita notturna e alla scorciatoia dei guadagni illeciti in un livido ma anche frizzante capoluogo ligure, una città che il ragazzo ama e odia e dalla quale vorrebbe andarsene. Nonostante si frequenti con Chiara, conosce Valeria, una giovane transessuale riflessiva e, nonostante i pregiudizi della gente e un passato nella prostituzione, sa quello che vuole e ora lavora onestamente. Innamoratosi di lei, Gabriele la conduce in casa propria approfittando dell’assenza dei genitori per rubacchiare qualche soldo, ma il padre rientra prima del previsto e intuisce subito che la fidanzata del figlio non è una "vera donna", cacciandoli entrambi. Valeria ha altri progetti per il suo avvenire, vuole andarsene da Genova, rifarsi una vita a Bali e propone a Gabriele di partire con lei, proprio quando il figlio dovrà ricucire per l'ultima volta il dialogo e la solidarietà col proprio padre.

## Critica
"Placido e Dionisi incarnano perfettamente i personaggi, distinguendoli nell'accento, il primo conservando inflessioni del dialetto meridionale, il secondo parlando già genovese, da buon oriundo della nuova generazione. E va detto che il talento, il mimetismo e la dedizione dei due interpreti sopperiscono in una certa misura alle carenze di un copione che per mantenersi sottotono d'ellittico rappresenta rispetto al film ciò che la siopia è per l'affresco: un tracciato a tratti troppo pallido. In una scansione impressionistica di scene grevi, con tagli brillantemente decisi; non sempre convince la necessità o la collocazione di questo o quel frammento. Tale timidezza drammaturgica può tuttavia rivelarsi un pregio, quando serve a evitare l'ovvio e il già detto. Il rischio è che il dramma popolare, sublimato in una forma aristocratica un po' reticente, finisca per scaricarsi nel procedere del racconto anziché montare verso il culmine catartico della scena madre. Tra le suggestioni di un cinema di alta scuola e gli stimoli della confusa realtà presente, Pozzessere è ancora un autore alla ricerca, però, Padre e figlio ci sembra un notevole passo avanti rispetto al buon esordio di Verso Sud. Abbiamo un altro regista che conta nella schiera dei nostri migliori." 
(Tullio Kezich, Corriere della Sera, 16 maggio 1994)
"Basta fare qualche calcolo di date per contestualizzare i personaggi nel quadro delle travagliate vicende del nostro Paese: di certo Corrado, ex combattente di prima fila all'epoca della Contestazione, non si raccapezza bene dopo la caduta dei muri e delle ideologie; mentre Gabriele, che appartiene alla generazione cresciuta nei consumistici anni Ottanta, preferisce vivere alla giornata come ben emblematizzano le sue corse in moto, i furti di auto e la relazione con un transessuale. Contrapponendo un padre e un figlio nel paesaggio di una Genova vulnerata e vibrante che è assai più di un semplice sfondo, Pozzessere racconta l'Italia al bivio che rinnega il suo passato e non trova il suo futuro. Lo fa puntando la macchina da presa sulla classe operaia, che il cinema di oggi trascura; e lo fa con sensibilità, passione e un grintoso piglio di regia. Peccato solo che il film scelga una via troppo ellittica e allusiva per sviluppare adeguatamente un dramma tutto interiore (...)." 
(Alessandra Levantesi, La Stampa, 6 maggio 1994)

## Riconoscimenti
- 1994 - David di Donatello
  - Migliore fotografia a Bruno Cascio
  - Miglior montaggio a Carlo Valerio
  - Nomination Miglior regia a Pasquale Pozzessere